# Пятая кольцевая автодорога Пекина
Пятая кольцевая автодорога Пекина (кит. упр. 五环路, пиньинь Wǔ Huán Lù) — 98-километровая 6-полосная кольцевая дорога, окружающая центр Пекина. Одна из кольцевых автодорог Пекина. Расположена в 10 км от центра города.

## История
Изначально дорога называлась Первая скоростная кольцевая автодорога, так как она была первой из скоростных кольцевых автодорог. Однако в связи со строительством Второй, Третьей и Четвёртой кольцевых автодорог именование этой кольцевой автодороги как Первой (особенно учитывая то, что она лежала вовне Четвёртой) стало выглядеть странным. После некоторой дискуссии она была переименована в Пятую.
Первый участок новой скоростной дороги был сдан в эксплуатацию в 2001 году, соединив скоростную дорогу Бадалин со скоростной дорогой «Аэропорт». К середине 2003 года дорога была сдана в эксплуатацию на половине своей длины, а 1 ноября 2003 года была запущена полностью.
Самым трудным участком дороги оказался мост Шифэн (кит. упр. 石丰桥, пиньинь Shífēng Qiáo, называется так потому, что соединяет пекинские районы Шицзиншань и Фэнтай), ставший её символом. Из-за того, что под мостом проходят линии железных дорог, соединяющих Пекин с остальным Китаем, его нельзя было строить обычным способом, поэтому мост собирали отдельно, и потом выдвигали над железной дорогой.
Когда дорога была сдана в эксплуатацию, то она была платной. Однако плата за дорогу сразу стала вызывать многочисленные протесты: даже за то, чтобы проехать участок, длиной в 1 км, от Ичжуана до скоростной дороги Пекин — Тяньцзинь — Тангу, нужно было платить полную плату. Пользователи скоростных дорог Бадалин и Пекин — Кайфэн, тоже платных, были вынуждены платить дважды: при въезде на 5-е кольцо, и при выезде с него обратно на свою дорогу. В результате пекинцы стали игнорировать 5-ю кольцевую, предпочитая бесплатно часами стоять в пробках на 4-м кольце. В дело пришлось вмешаться местным властям, и с 1 января 2004 года пользование 5-й кольцевой автодорогой стало бесплатным, что привело к резкому росту интенсивности движения по ней.